# Iredentism

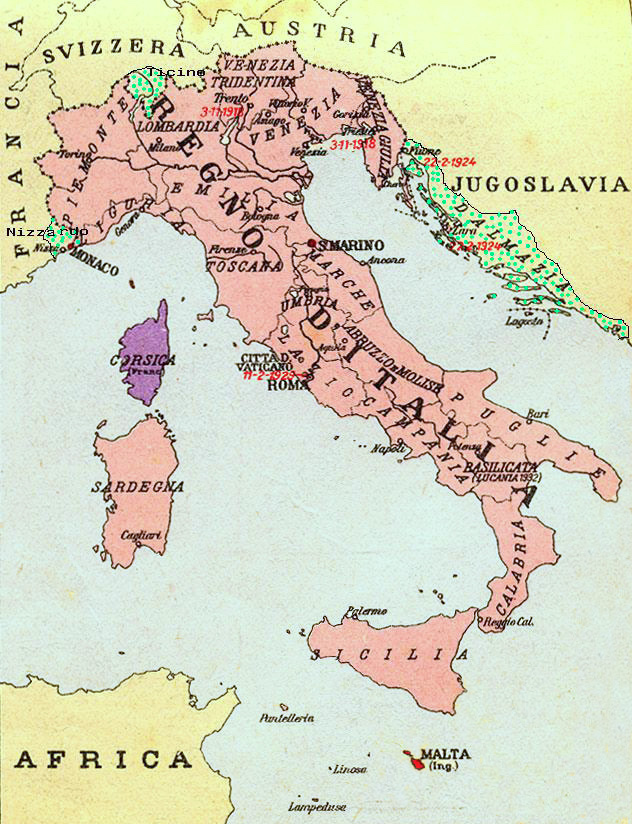
Harta teritoriilor italiene revendicate drept „iredente” de activiștii iredentismului italian din anii 1930 (cu verde: Nisa, Ticino și Dalmația; cu roșu: Malta; cu violet: Corsica)

Iredentismul este o mișcare politică și populară ai cărei membri revendică (de obicei în numele națiunii lor) și caută să ocupe un teritoriu pe care îl consideră „pierdut” (sau „nerecuperat”), bazat pe istorie sau legendă. Domeniul de aplicare al acestei definiții este uneori supus unor dispute terminologice cu privire la afirmațiile de bază ale expansionismului, din cauza lipsei de claritate asupra limitelor istorice ale națiunilor sau popoarelor supuse.

## Etimologie
Cuvântul „iredentism” provine din italianul irredento, care înseamnă „nerecuperat” și a fost pentru prima oară folosit în sintagma Italia irredentă („Italia nerecuperată”). Aceasta se referea inițial la guvernarea Austro-Ungariei asupra teritoriilor locuite în mare parte sau parțial de etnici italieni, precum Trentino, Trieste, Gorizia, Istria, Fiume și Dalmația în secolele XIX și începutul secolului XX.
Un mod obișnuit de a exprima veleitatea asupra unor teritorii adiacente unui stat, având la bază asocieri istorice sau etnice, este folosirea adjectivului „Mare” ca prefix al denumirii țării. Adjectivul este menit să creeze imaginea statului la întinderea maximă posibilă, în detrimentul statelor învecinate. Cu toate astea, utilizarea adjectivului „Mare” nu are întotdeauna un sens iredentist.

## Revendicări iredentiste istorice

### Africa
Iredentismul este comun în Africa datorită faptului că granițele politice actuale sunt granițele fostelor colonii europene care au fost trasate fără a ține cont de granițe etnice sau istorice. De exemplu, unele cercuri naționaliste etiopiene revendică încă fosta provincie etiopiană Eritreea, recunoscută la nivel internațional ca stat independent din 1993, după un război civil de 30 de ani.

#### Africa de Nord

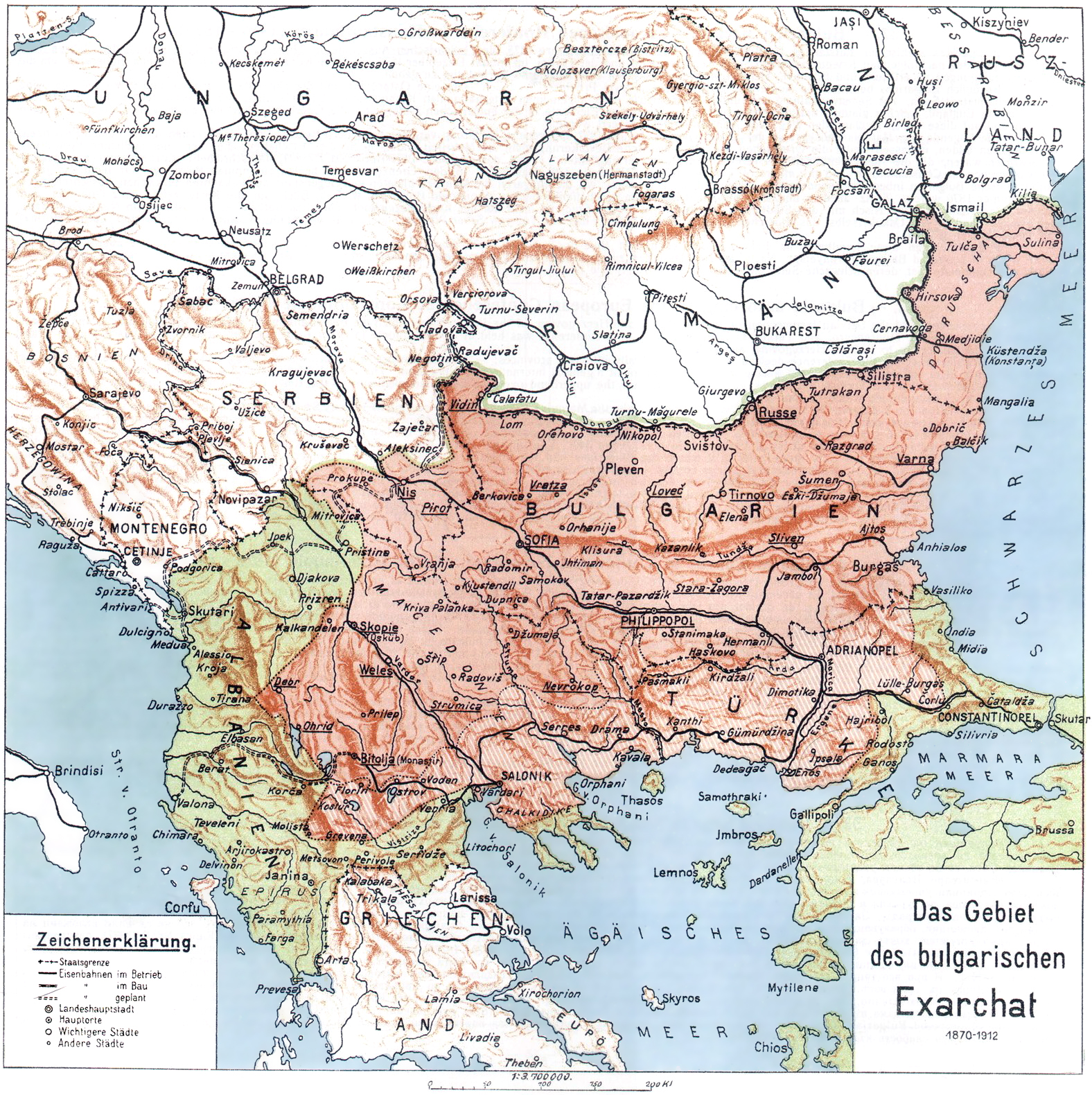
Harta Exarcatului Bulgar (1870–1913).

În Africa de Nord, exemple de iredentism sunt conceptele Marocul Mare sau Mauritania Mare. În timp ce Mauritania a renunțat la orice pretenții asupra teritoriilor din afara granițelor sale recunoscute la nivel internațional, Marocul continuă să revendice Sahara de Vest, pe care o numește „Provinciile Sudice”.

#### Africa de Sud
Eswatini Mare include o mare parte din provincia Mpumalanga din Africa de Sud. Majestatea Sa Regele Mswati al III-lea din Eswatini a înființat Comitetul de Restaurare a Frontierei în 2013 pentru a negocia refacerea frontierelor originale.

### Europa

#### Bulgaria
Având la bază granițele istorice ale vorbitorilor de limbă bulgară, cât și granițele istorice ale Țaratului Bulgar, o mișcare naționalistă a Marii Bulgarii este activă de mai bine de un secol. Aceasta revendică trei regiuni principale - Macedonia, Tracia și Moesia.

#### Grecia

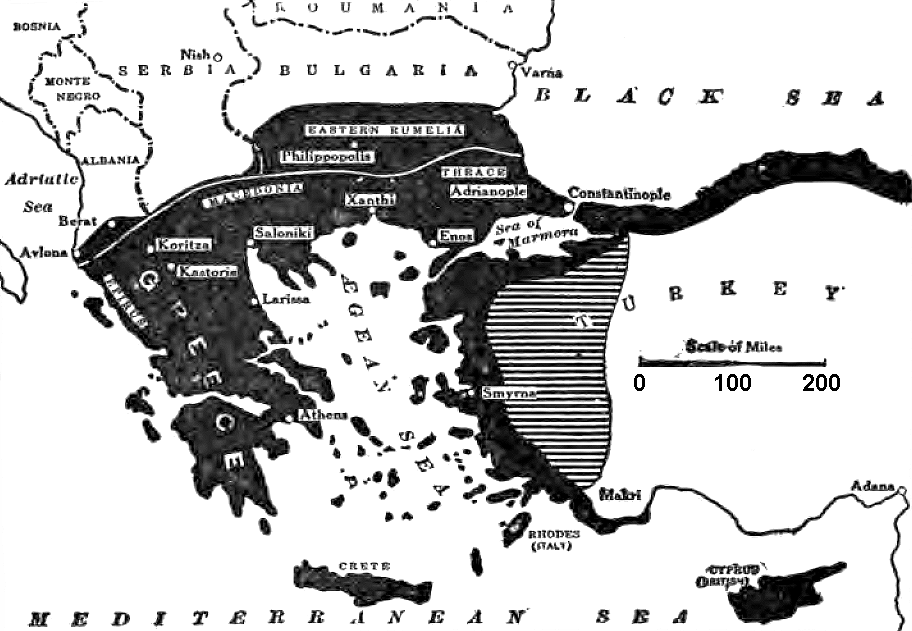
Revendicări prezentate de Grecia la Conferința de pace de la Paris, 1919.

După Războiul de Independență al Greciei din 1821–1832, Grecia a început să conteste zone locuite de greci, în principal împotriva Imperiului Otoman. Ideea Megali (Marea Idee) prevedea încorporarea în statul grec a teritoriilor învecinate locuite de greci, dar și a teritoriilor istorice din Asia Mică care aparținuseră Imperiului Bizantin, stat predominant grec și ortodox.
O altă preocupare a grecilor este încorporarea Ciprului, care a fost cedată de otomani britanicilor. Ca urmare a „Urgenței din Cipru”, insula și-a câștigat independența ca Republica Cipru în 1960. Incorporarea nereușită a Greciei prin lovitura de stat și invazia turcă a Ciprului în 1974 a dus la formarea Ciprului de Nord, stat în mare parte nerecunoscut.

#### Ungaria

Harta teritoriilor realocate Ungariei în 1938–1941 de Germania nazistă, printre care Transilvania de Nord și Transcarpatia.

Iredentismul maghiar sau ideea de Ungaria Mare sunt mișcări politice iredentiste și revizioniste referitoare la recâștigarea teritoriilor istorice ale Regatului Ungariei. Ideea este asociată cu revizionismul maghiar, vizând cel puțin recâștigarea controlului asupra zonelor cu populație maghiară din țările vecine ale Ungariei. Istoricii maghiari nu au folosit termenul „Ungaria Mare”, preferând „Ungaria istorică” pentru Regatul Ungariei înainte de 1920.
Tratatul de la Trianon a definit granițele Ungariei moderne și, comparativ cu revendicările Regatului Ungar de dinainte de Primul Război Mondial, Ungaria a rămas cu 72% mai puțin terioru și două treimi mai puțini locuitori. Cu toate acestea, doar 54% dintre locuitorii Regatului Ungariei antebelic erau maghiari. Revocarea termenilor tratului a fost un obiectiv politic important pentru liderii maghiari de dinainte celui de-Al Doilea Război Mondial.
Între noiembrie 1938 și aprilie 1941, Ungaria a profitat din plin de sprijinul german și, în patru etape diferite, a anexat teritorii învecinate dublându-și dimensiunea. Din punct de vedere etnic, aceste teritorii erau amestecate, unele fiind populate în majoritate de maghiari, în timp ce în altele, precum Transcarpatia, maghiarii erau aproape total absenți. În Transilvania de nord populația era împărțită aproape egal între maghiari și non-maghiari (români, germani, evrei, etc.).
După înfrângerea Axei din 1945, granițele Ungariei definite de Tratatul de la Trianon au fost restabilite, cu excepția a trei sate maghiare care au fost transferate Cehoslovaciei. Aceste sate fac astăzi, administrativ, parte din Bratislava . 

Județele și regiunile istorice ale României Mari după 1926

#### Italia
Revendicările teritoriale ale Italiei s-au bazat pe dorința de a restabili granițele, măcar parțial, ale Imperiului Roman, și pe conceptul de Mare Nostrum (latină pentru „Marea noastră”) care stabilește țărmurile Mării Mediterane ca pământ cu moștenire latină. În timpul celui de-Al Doilea Război Mondial, Italia condusă de Benito Mussolini a anexat un număr de teritorii învecinate, printre care Dalmația, Muntenegru, vestul Greciei, Albania și Libia.

#### România
Naționaliștii români moderni revendică teritoriul României Mari, dar mai ales teritoriul Republicii Moldova, care a făcut parte din România între 1918 și 1940. Există un grad de sprijin din partea populației Republicii Moldova pentru o reunificare pașnică și voluntară cu România, nu în ultimul rând pentru că, în urma aderării României la Uniunea Europeană, economia României a crescut semnificativ mai repede comparativ cu cea a Republicii Moldova.